# Všeobecné spiknutí
Všeobecné spiknutí je nejrozsáhlejší kniha Egona Hostovského, napsaná roku 1961 v New Yorku, v USA a vydaná roku 1973 v Torontu, v Kanadě. Česky ovšem stačila vyjít už roku 1969 v nakladatelství Melantrich v Praze. Jedná se o psychologický román, jehož vypravěčem je nejistý hrdina, který se potácí mezi realitou a svými představami. Román zpracovává pocity českého emigranta v New Yorku, který má pocity vykořeněnosti, je stíhán pocitem viny, stýská se mu po domově a navíc bilancuje svůj život po svých 40. narozeninách. Jeho vnitřní stav je velmi složitý a on se ztrácí ve společnosti i sám v sobě. Snaží se najít pravdu a odpovědi, které nakonec najde v dětství.